# Glendale, Wisconsin
Glendale är en ort i Milwaukee County i delstaten Wisconsin, USA.